# Vlára
Die Vlára (deutsch Wlara, auch Wlar) ist ein rechter Nebenfluss des Váh in Tschechien und der Slowakei. Sie ist einer der größten, nicht zu den Flusssystemen von Oder und March gehörigen Flüsse Mährens. Ihrem Durchbruch durch die Weißen Karpaten folgte seit dem Mittelalter über den Wlarapass die Ungarische Straße. Über diesen Pass führt seit 1888 auch die Wlarabahn.

## Geographie
Die Vlára entspringt zwei Kilometer nordöstlich von Ploština am nordwestlichen Fuße der Bařinka (716 m) auf dem Kamm der Vizovická vrchovina in Tschechien in einem von den Bergen Hůrka (634 m) und Svěradov (737 m) umgebenen Talkessel. Sie fließt zunächst über Ploština, Osičí Drnovice, Pod Polem, Vlachova Lhota, Vlachovice, Vrbětice und Bohuslavice nad Vláří in südliche Richtung durch die Luhačovická vrchovina. Danach wendet sich der Fluss nach Südosten und durchquert in einem Durchbruchstal die Weißen Karpaten. An diesem Flussabschnitt liegen die Ortschaften Jestřabí, Popov, Štítná nad Vláří, Bylnice, Svatý Štěpán und Vlárka. Hier überquert der Fluss auf dem Wlarapass die Grenze zur Slowakei. Auf slowakischer Seite bildet die Vlára die natürliche Grenze zwischen dem Kobylináč und der rechtsseitig des Flusses gelegenen Súčanská vrchovina. Es folgen die Weiler Rybníky, Čakanov, Zábava, Rajkovec, Sietne und die Gemeinde Horné Srnie. Danach durchfließt die Vlára im Vorland der Weißen Karpaten die Považské podolie. Auf ihren Unterlauf fließt die Vlára zwischen Nemšová und Ľuborča hindurch und mündet danach in den Váh.
Die Vlára hat eine Länge von 42,5 Kilometern, davon liegen 32 auf tschechischem und 10,5 auf slowakischem Gebiet. Ihr Einzugsgebiet umfasst 371,6 km². Der durchschnittliche Wasserdurchfluss an der Mündung beträgt 3,4 m³/s.
Ab der Einmündung der Říka führt die Wlarabahn entlang des Flusses.

## Zuflüsse
- Vysokopolský potok (r), bei Vysoké Pole
- Tichovský potok (l)
- Benčice (r), bei Vlachova Lhota
- Sviborka (r), bei Vlachovice
- Smolinka (l), bei Vlachovice
- Václavský potok (r), unterhalb Vrbětice
- Říka (r), oberhalb Bohuslavice nad Vláří
- Rokytenka (r), bei Jestřabí
- Havránkův potok (l), Popov
- Zelenský potok (r), Štítná nad Vláří
- Tuřičský potok (l)
- Stránský potok (r)
- Brumovka (l), Bylnice
- Hlubočský potok (l), bei Kouty
- Bukový potok, auch Rozklinský potok (r), Svatý Štěpán
- Vlárka (l), Vlárka
- Čakanov (r), Rybníky
- Rakytka (r), Rajkovec